# ستيفن رومان
ستيفن رومان (بالإنجليزية: Steven Roman)‏ هو رياضياتي أمريكي، ولد في القرن العشرين.